# Supino
Supino é uma comuna italiana da região do Lácio, província de Frosinone, com cerca de 4 783 habitantes. Estende-se por uma área de 35 km², tendo uma densidade populacional de 137 hab./km². Faz fronteira com Carpineto Romano (RM), Ferentino, Frosinone, Giuliano di Roma, Gorga (RM), Maenza (LT), Morolo, Patrica.

## Demografia
| Variação demográfica do município entre 1861 e 2011                               |
|                                                                                   |
| Fonte: Istituto Nazionale di Statistica (ISTAT) - Elaboração gráfica da Wikipedia |